# Woodford (métro de Londres)
Woodford est une station de la Central line, du métro de Londres, en zone 4. Elle est située à Woodford dans le borough londonien de Redbridge.

## Histoire
La station, Woodford, est mise en service le 22 août 1856 par l'Eastern Counties Railway (en). Elle est intégrée dans le réseau du Métro de Londres, le 14 décembre 1947.

## Services aux voyageurs

### Desserte

Installations et desserte
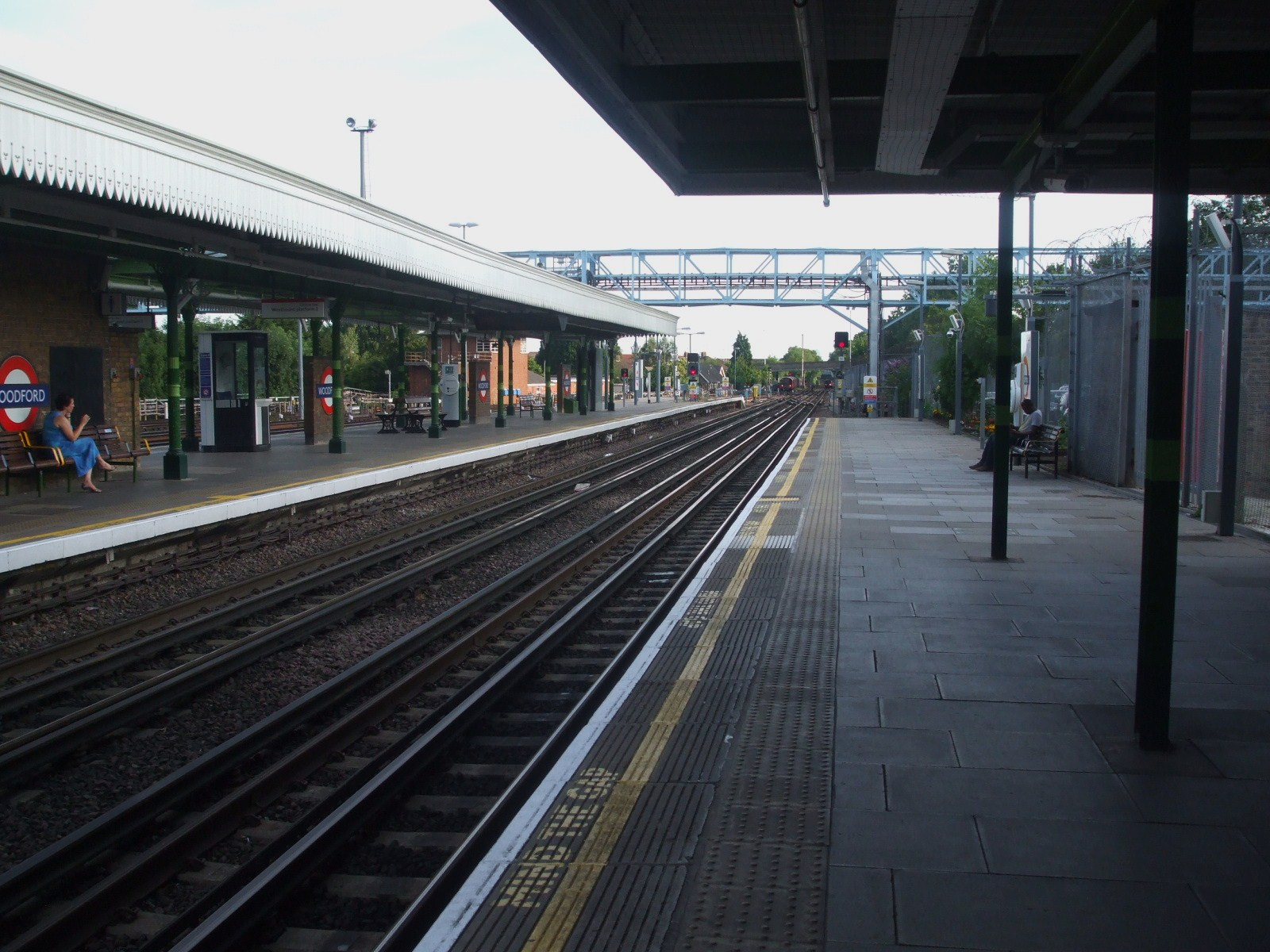
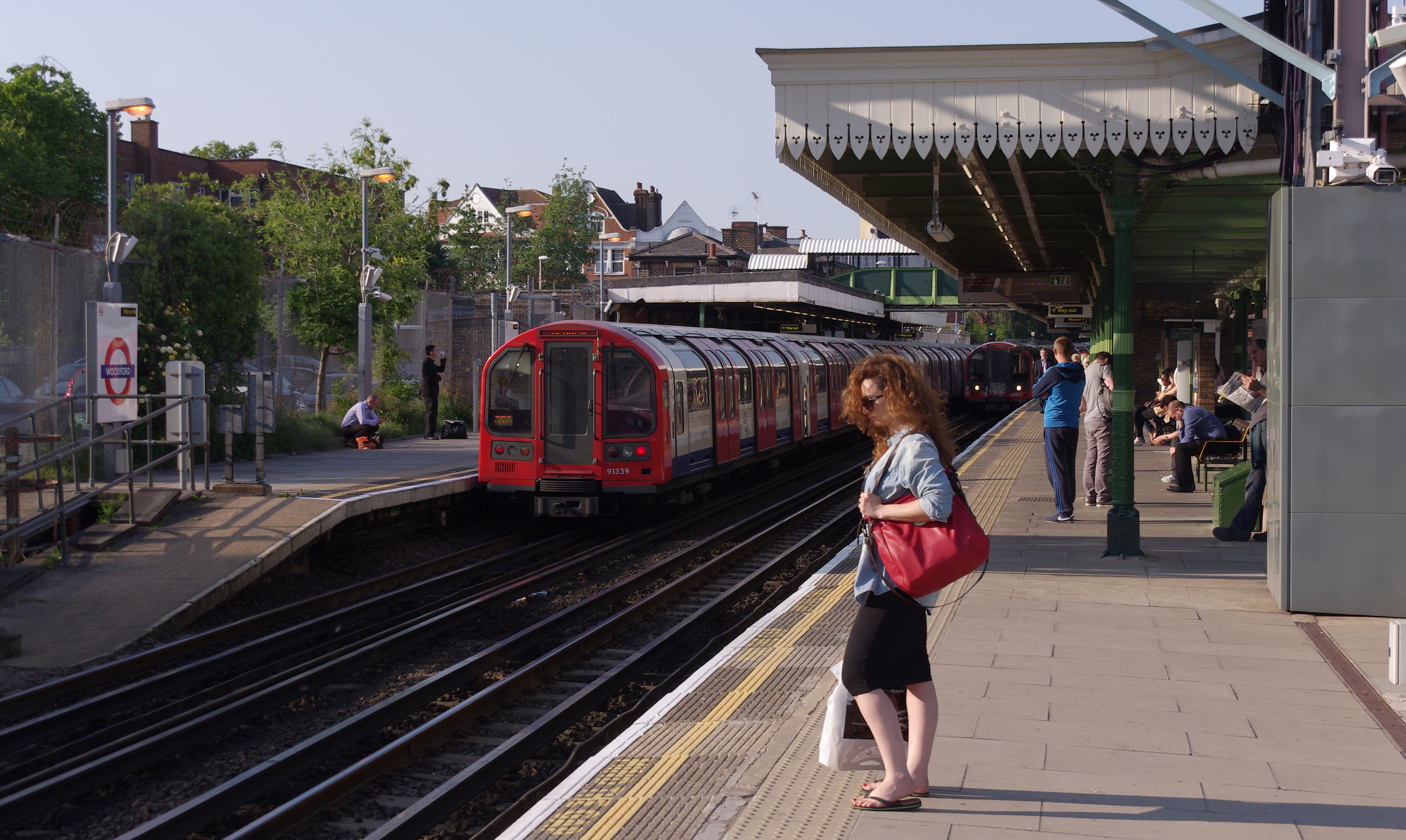
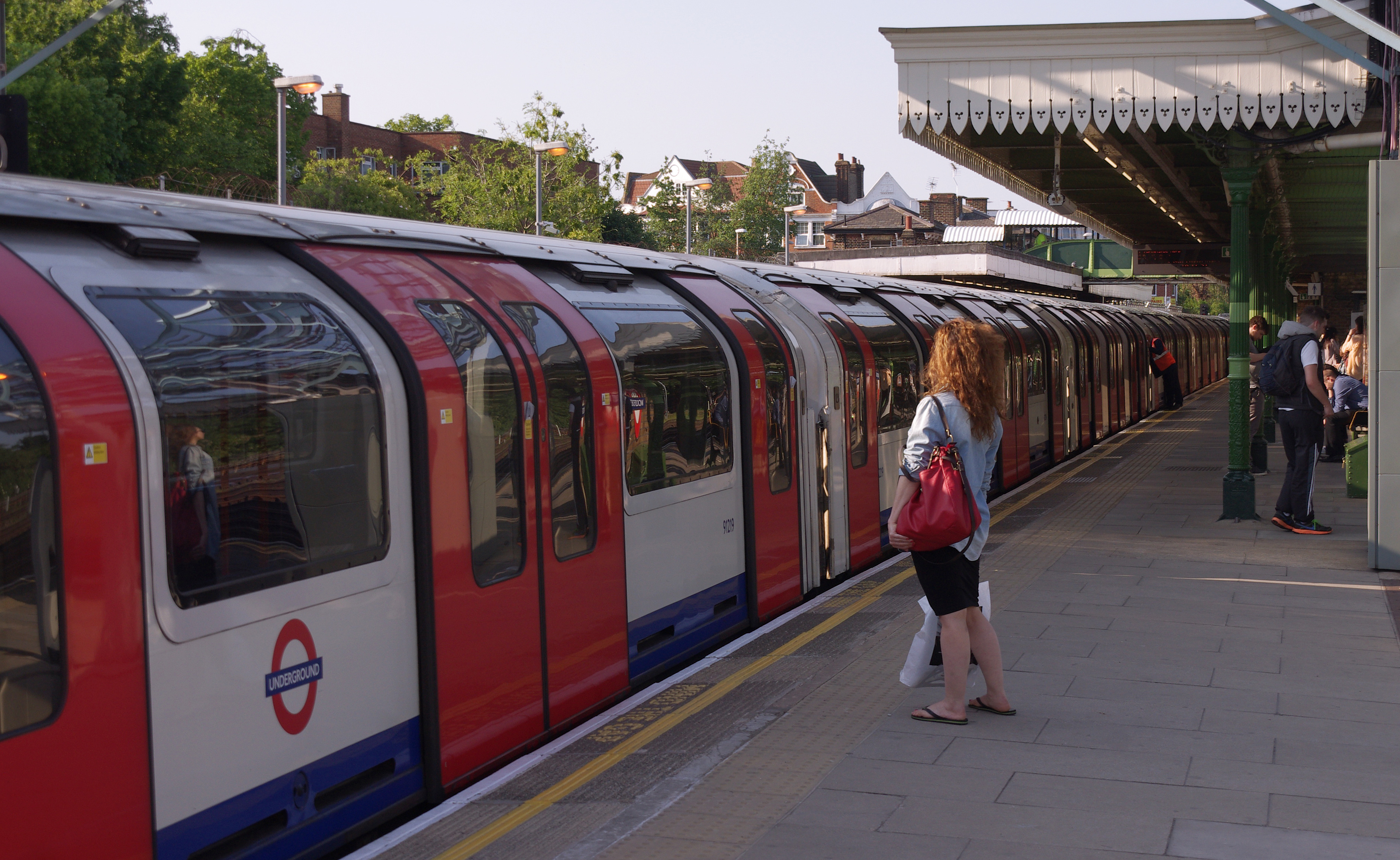

## À proximité
- Woodford